# جيمس بوكانان هولاند
جيمس بوكانان هولاند (بالإنجليزية: James Buchanan Holland)‏ هو محامي وقاضي وسياسي أمريكي، ولد في 14 نوفمبر 1857، وتوفي في 24 أبريل 1914.